# Rob Knox
Robert Arthur Knox, född 21 augusti 1989 i Kent i England, död 24 maj 2008 i Sidcup i sydöstra London, var en engelsk (brittisk) skådespelare. Han spelade bland annat rollen som Marcus Belby i Harry Potter och halvblodsprinsen. Knox avled efter ett knivslagsmål utanför en bar i sydöstra London när han försökte skydda sin yngre bror.

## Skådespelarkarriär
Rob Knox spelar studenten Marcus Belby från studenthemmet Ravenclaw i filmen Harry Potter och halvblodsprinsen från 2009. Knox har även synts i dramaserien The Bill och komediserien After You've Gone (2007). Han medverkade också i TV-serien Trust me, I'm a Teenager från 2003.

## Död
Rob Knox avled den 24 maj 2008 efter ett knivslagsmål utanför en bar i Sidcup i sydöstra London. Knox ingrep i slagsmålet för att försöka skydda sin yngre bror och blev då knivhuggen. Han dödförklarades under natten på sjukhuset Queen Elizabeth i Woolwich. Den misstänkte gärningsmannen, Karl Bishop, född 1987, greps efter attacken. Bishop åtalades för att ha knivhuggit Rob Knox och dömdes den 4 mars 2009 till livstids fängelse för mord. 
Rob Knox hade precis spelat in sina scener i Harry Potter och halvblodsprinsen när han avled.

## Filmografi[1]
- Harry Potter och halvblodsprinsen, 2009.
- After You've Gone, TV-serie, 2 episoder, 2007.
- Trust Me, I'm a Teenager, TV-serie, 2003.